# Серп и Молот (платформа)
Серп и Мо́лот — остановочный пункт Горьковского направления МЖД, расположенный на границе районов Лефортово и Таганский Москвы.

## История
Остановочный пункт основан в 1936 году, и назван по расположенному на тот момент рядом металлургическому заводу «Серп и Молот».
- О.п. в 2011 году
- Кассы и вход на платформу со стороны площади Рогожская Застава
- Пешеходный мост на платформе в сторону центра
- Вид на платформу с пешеходного моста

## Описание

### Расположение
Остановочный пункт располагается на границах районов Лефортово и Таганский примерно в 1,8 км от Курского вокзала. С севера и с юга к остановочному пункту примыкает разделённая платформами и железнодорожными путями улица Золоторожский вал. На северо-западе к остановочному пункту подходит Средний Золоторожский переулок.
С северо-восточной части к остановочному пункту примыкает бывшая территория завода «Серп и Молот», а ныне территория жилого комплекса «Символ».

### Пересадки
На остановочном пункте можно осуществить пересадку на:
- станцию метро Площадь Ильича Калининской линии;
- станцию метро Римская Люблинско-Дмитровской линии;
- станцию Москва-Товарная МЦД-2;
- автобусные остановки «Платформа Серп и Молот» (на северном отрезке ул. Золоторожский вал) и «Площадь Ильича» (на ул. Сергия Радонежского).

На этой станции можно пересесть на следующие маршруты городского пассажирского транспорта:
- Автобусы: с679

### Инфраструктура
Состоит из двух платформ — боковой и временной островной — соединённых пешеходным мостом. Боковая платформа закрыта. При входе на мост (со стороны площади Рогожская застава) располагаются кассы и турникеты.
Время движения от Курского вокзала — от 3 до 7 минут. 

## Реконструкция платформы
Проект ТПУ «Серп и Молот»
В 2020 году на сайте государственных закупок появилась информация о реконструкции платформы с увеличением количества главных путей, а также переносом платформы Москва-Товарная-Курская к существующей сейчас платформе Серп и Молот с организацией ТПУ.
В ноябре 2020 года пресс-служба Московской железной дороги сообщила, что новая железнодорожная станция «Серп и Молот» свяжет два маршрута Московских центральных диаметров и Московский метрополитен. На участке Курский вокзал — Москва-Товарная-Курская количество путей увеличится до восьми в целом для Курского и Горьковского направлений. Платформа Москва-Товарная-Курская будет перенесена на станцию МЦД «Серп и Молот». Таким образом, «Серп и Молот» станет станцией, связывающей МЦД-2 и МЦД-4. Планируется построить четыре новые платформы, пассажирский конкорс с эскалаторами, лифтами, кассами и турникетами. Также предстоит реконструировать пять путепроводов и мост через реку Яузу. По словам начальника МЖД Михаила Глазкова, после реконструкции станция «Серп и Молот» станет мощным транспортным хабом в Центральном округе Москвы, благодаря которому пассажиры смогут сделать удобную пересадку с одного диаметра на другой, а также перейти на станции метрополитена или воспользоваться другими видами городского транспорта. Завершить реконструкцию планируется до конца 2024 года.
| Путь | Тип поезда | Место назначения                                  |
| ---- | ---------- | ------------------------------------------------- |
| 1    | МЦД-4      | На Нижегородскую, Реутово и Железнодорожную       |
| 2    | МЦД-4      | На Курский вокзал, Белорусский вокзал и Апрелевку |

## Остановочный пункт в литературе
В знаменитом произведении «Москва — Петушки» Венедикта Ерофеева именно на платформе «Серп и Молот» главный герой, алкоголик Веничка, выпил первую «четвертинку» водки. Вследствие принятия Веничкой алкоголя глава «Серп и Молот — Карачарово» в первоначальном издании якобы содержала полторы страницы отборного русского мата. Впоследствии мат был якобы изъят автором из произведения, а в главе «Серп и Молот — Карачарово» осталась одна-единственная фраза «И немедленно выпил».

## Остановочный пункт в кинематографе
- «Подсолнухи» (1970)